# Mărăcini (okręg Vrancea)
Mărăcini – wieś w Rumunii, w okręgu Vrancea, w gminie Chiojdeni. W 2011 roku liczyła 119
mieszkańców.